# Cassure chromosomique
Une cassure chromosomique est un remaniement de la structure d'un chromosome intervenant au cours de la division cellulaire (méiose ou mitose), et aboutissant généralement à une aberration de structure.
Les principaux mécanismes de formation de ces remaniements de structure sont :
- la délétion, qui peut être terminale ou interstitielle ;
- la duplication, qui peut être en tandem ou non, inversée ou non ;
- la translocation ;
- la formation d'un chromosome en anneau ou en double anneau avec perte de fragments ;
- la formation d'un anneau acentrique ;
- l'inversion péricentrique et l'inversion paracentrique.

Ces remaniements de structure entraînent des anomalies mineures ou majeures chez les organismes concernés.

## Délétionet microdélétion

La délétion est la perte d'un fragment de chromosome, pouvant aller d'une seule paire de bases à une fraction importante du chromosome. 
Pour un caryotype humain, cette perte de matériel génétique n'est visible qu'à partir d'un minimum de 4 millions de paires de bases. En dessous de cette taille il s'agit d'une microdélétion qui ne peut être mise en évidence qu'en employant certaines techniques comme l'hybridation fluorescente in situ ou l'hybridation génomique comparative.
Une délétion est dite interstitielle si elle a lieu à l'intérieur d'un chromosome, et terminale si elle a lieu en bout de chromosome.
Si une microdélétion a lieu lors de la méiose ou dans les premières mitoses d'un zygote, elle peut être à l'origine de maladie génétique. Dans le deuxième cas, la maladie génétique s'exprimera sous forme de mosaïque.

### Syndromes consécutifs à une délétion
- Syndrome d'Angelman
- Syndrome de Williams
- Syndrome de Prader-Willi
- Syndrome de Di George
- Syndrome de Wolf-Hirschhorn
- Syndrome du cri du chat

## Inversion péricentrique
Une cassure a lieu de part et d'autre du centromère suivi d'une rotation du fragment à 180° puis réparation. Cette inversion change l'index centromérique et peut donc être visualisée sur un caryotype.

## Inversion paracentrique
La cassure a lieu sur un même bras (bras p ou bras q) du chromosome, puis comme pour l'inversion péricentrique, rotation et réparation.
Cette inversion conserve l'index centromérique et est donc difficile à mettre en évidence.